# Sandra Midence
Sandra Regina de Midence là một chính trị gia người Honduras, và là Chủ tịch của Ngân hàng Trung ương của Honduras dưới thời chính phủ lâm thời của Roberto Micheletti. Bà là thứ trưởng bộ tài chính từ năm 1998 đến năm 2000  dưới thời chủ tịch của Carlos Flores.